# ريكوبا سودأمريكانا 2007
ريكوبا سودأمريكانا 2007 هو الموسم 15 من ريكوبا سودأمريكانا. أقيم خلال الفترة 30 مايو 2007 وحتى 7 يونيو 2007، وأشرف على تنظيمه كونميبول، وكان عدد الأندية المشاركة فيه 2، وفاز فيه نادي إنترناسيونال.